# Дифи-Хелман
Протоколът Дифи-Хелман (на английски: Diffie-Hellman) е асиметричен алгоритъм за криптиране. Патентът му важи от 1976 г. до 1997 г.
Позволява договарянето на сесиен ключ без изпращането му по несигурната връзка. Двете договарящи се страни избират 2 случайни прости числа, след което обменят ограничен обем от информация, така че всяка страна да може да изчисли общия ключ, без това да е възможно за трета, злонамерена страна. Ако обмяната на информация се подслушва тогава договорения общ ключ е компрометиран.
Пример:
Да кажем, че двете страни, които ще си кореспондират са Алис и Боб
1. Алис и Боб се уговарят да използват като модул числото p = 23 за делене с остатък и числото g = 5 за основа (което е примитивен корен на модула 23).
2. След това Алис избира едно целочислено число a = 6 и изпраща на Боб ключа A = ga mod p
  - A = 56 mod 23 = 8
3. Боб също избира целочислено число b = 15 и изпраща на Алис ключа B = gb mod p
  - B = 515 mod 23 = 19
4. Алис изчислява общият ключ s = Ba mod p
  - s = 196 mod 23 = 2
5. Боб изчислява общият ключ s = Ab mod p
  - s = 815 mod 23 = 2

Така и двамата получиха един и същ общ ключ (т.е. числото 2).
Както Alice така и Bob достигнаха до една и съща стойност s, тъй като използваха един и същи модул mod p,
{\displaystyle A^{b}{\bmod {\,}}p=g^{ab}{\bmod {\,}}p=g^{ba}{\bmod {\,}}p=B^{a}{\bmod {\,}}p}
И по-специално,
{\displaystyle (g^{a}{\bmod {\,}}p)^{b}{\bmod {\,}}p=(g^{b}{\bmod {\,}}p)^{a}{\bmod {\,}}p}
Обърнете внимание, че a, b, и (gab mod p = gba mod p) се пазят в тайна. Всички други стойности – p, g, ga mod p, и gb mod p – се изпращат в открит вид. Щом веднъж Алис и Боб изчислят общият таен ключ те могат да го използват като криптиращ ключ, който е известен само на тях двамата и могат да си изпращат един на друг съобщения по един и същ открит комуникационен канал.
Разбира се, колкото са по-големи стойностите на числата a, b, и p толкова по сигурна ще бъде комуникацията между тях, така, че ще е необходимо да се направи този пример по-сигурен, тъй като в него има само 23 възможни резултата за n mod 23. Все пак, ако p е цяло просто число на най-малко 600 бита или цифри, тогава дори най-модерните бързи компютри не могат да намерят a като им са зададени само g, p и ga mod p. Този проблем се нарича проблем на дискретните логаритми. Изчисляването на ga mod p е известно като модулно експонентиране - modular exponentiation и може да бъде направено ефективно дори за големи числа.
Обърнете внимание, че g изобщо не е необходимо да бъде голямо число, а в практиката обикновено е малко цяло число (като например 2, 3, 0x10001, ...).

## Графика на тайните
Графиката по-долу показва кой какво знае, отново с не-секретните стойности за blue и секретните стойнисти за  red. Тук Ева (Eve) е подслушващата—тя гледа и слуша какво се изпраща между Алис и Боб, но тя не променя съдържанието на комуникацията между тях.
- g = публична база (просто число), известно на Алис, Боб и Ева. g = 5
- p = публичен модул (просто число), известен на Алис, Боб и Ева. p = 23
- a = Частният ключ на Алис (Alice's private key), известен само на Алис. a = 6
- b = Частният ключ на Боб (Bob's private key) известен само на Боб. b = 15
- A = Публичният ключ на Алис (Alice's public key), известен на Алис, Боб и Ева. A = ga mod p = 8
- B = Публичният ключ на Боб (Bob's public key), известен на Алис, Боб и Ева. B = gb mod p = 19

| Известни           | Неизвестни |
| ------------------ | ---------- |
| p = 23             |            |
| g = 5              |            |
| a = 6              | b          |
| A = 5a mod 23      |            |
| A = 56 mod 23 = 8  |            |
| B = 19             |            |
| s = Ba mod 23      |            |
| s = 196 mod 23 = 2 |            |
| s = 2              |            |

| Известни            | Неизвестни |
| ------------------- | ---------- |
| p = 23              |            |
| g = 5               |            |
| b = 15              | a          |
| B = 5b mod 23       |            |
| B = 515 mod 23 = 19 |            |
| A = 8               |            |
| s = Ab mod 23       |            |
| s = 815 mod 23 = 2  |            |
| s = 2               |            |

| Известни                   | Незвестни |
| -------------------------- | --------- |
| p = 23                     |           |
| g = 5                      |           |
|                            | a, b      |
|                            |           |
|                            |           |
| A = 8, B = 19              |           |
|                            |           |
| s = 19a mod 23 = 8b mod 23 |           |
|                            | s         |

Сега s е общо споделеният таен ключ и той е известен както на Алис така и на Боб, но не и на Ева.
Забележка:
За Алис ще е трудно да реши кой е частният ключ на Боб или за Боб да намери кой е частният ключ на Алис. Ако не е трудно за Алис да намери частният ключ на Боб (или обратно), Ева просто може да подмени техните със своята двойка на частен/публичен ключ, като включи публичният ключ на Боб в своя частен ключ, като по този начин получи фалшив споделен таен ключ, и да намери частният ключ на Боб (и да го използва за да намери споделеният таен ключ). Ева може да се опита да избере двойка публичен / частен ключ която ще направи лесно откриването на частния ключ на Боб.)
Друга демонстрация на Дифи-Хелман (Diffie-Hellman) (също използва твърде малки числа с цел практическо използване) е показано тук Архив на оригинала от 2011-08-12 в Wayback Machine..